# Halloween Howls
Halloween Howls är ett musikalbum av Andrew Gold utgivet 1996. Albumet innehåller tre coverlåtar ("Monster Mash", "Ghostbusters" och "The Addams Family") och nio nya låtar på Halloweenteman som spöken, hemsökta hus, häxor, skelett och bus eller godis. 

## Låtlista
1. "It Must Be Halloween" - 2:58
2. "The Monster Mash" - 3:44
3. "Spooky Scary Skeletons" - 2:10
4. "Trick Or Treat" - 3:28
5. "The Addams Family" - 1:28
6. "Ghostbusters" - 4:10
7. "Gimme A Smile (The Pumpkin Song)" - 4:04
8. "Don't Scream (It's Only Halloween)" - 3:35
9. "The Creature From The Tub" - 3:48
10. "Halloween Party" - 3:12
11. "Witches, Witches, Witches" - 3:10
12. "In Our Haunted House" - 6:01